# Club Atletico Faenza 1931-1932
Questa voce raccoglie le informazioni riguardanti il Club Atletico Faenza nelle competizioni ufficiali della stagione 1931-1932.

## Rosa
| N. |                   | Ruolo | Calciatore               |
| -- | ----------------- | ----- | ------------------------ |
|    | Italia (bandiera) | A     | Avaroli                  |
|    | Italia (bandiera) | D     | Paolo Ballardini (I)     |
|    | Italia (bandiera) | D     | Pasquale Ballardini (II) |
|    | Italia (bandiera) | A     | Giuseppe Budini          |
|    | Italia (bandiera) | C     | Giuseppe Cani            |
|    | Italia (bandiera) | D     | Giuseppe Caroli          |
|    | Italia (bandiera) | D     | Lino Ghinassi            |
|    | Italia (bandiera) | C     | Pio Gramigna             |
|    | Italia (bandiera) | A     | Lodovico Marabini        |
|    | Italia (bandiera) | D     | Gaetano Neri (I)         |

| N. |                   | Ruolo | Calciatore           |
| -- | ----------------- | ----- | -------------------- |
|    | Italia (bandiera) | D     | Giacomo Neri (II)    |
|    | Italia (bandiera) | C     | Ponzi                |
|    | Italia (bandiera) | A     | Giovanni Ravasi      |
|    | Italia (bandiera) | P     | Claudio Reali        |
|    | Italia (bandiera) | D     | Angelo Roversi       |
|    | Italia (bandiera) | C     | Vincenzo Silimbani   |
|    | Italia (bandiera) | P     | Francesco Teodorani  |
|    | Italia (bandiera) | A     | Giordano Varoli      |
|    | Italia (bandiera) | A     | Antonio Zannoni (II) |